# Talitres
Talitres, auparavant Talitres Records, est un label discographique indépendant français créé en 2001 par Sean Bouchard, dont le siège se trouve à  Bordeaux. Le label se spécialise initialement dans le rock indépendant, mais son catalogue s'est depuis ouvert à d'autres genres musicaux. Il est distribué en France par L'Autre Distribution et Believe.

## Histoire et Développement
Talitres est fondé en 2001 par Sean Bouchard et Xavier Simon (qui quitte l'entreprise peu de temps après pour créer son propre label, Drunk Dog). Inspiré par des maisons de disque telles que Matador Records, Secretly Canadian ou Bella Union, Bouchard, ancien agronome, a pour ambition de créer un label mettant en avant des albums indépendants et des artistes pratiquement inconnus du grand public en France et en Europe, et qui ne sont pas distribués dans ces régions.
La première sortie du label est Status d'Elk City, sous licence de Parasol Records,. Le label s'éloigne progressivement du modèle de licence pour adopter des contrats de production, avec des sorties notables de The Walkmen, The National, et Flotation Toy Warning.
À la suite de la fermeture du distributeur de Talitres, Chronowax, en 2006, Bouchard diversifie les activités du label, incluant la gestion des tournées et la supervision de la synchronisation du catalogue. L'album Dark Undercoat d'Emily Jane White, signé en 2008, rencontre un certain succès, encouragé en France par l'utilisation de l'album dans l'un des épisodes de l'émission Rendez-vous en terre inconnue. La découverte de Motorama en 2012 au Tallinn Music Week marque un autre succès significatif, conduisant à un contrat avec le distributeur américain MVD.
Durant la suite des années 2010, le label consolide son catalogue en publiant régulièrement les albums de ses artistes les plus porteurs, tout en poursuivant sa mission d'éclaireur. Il accueille notamment le chanteur et guitariste lyonnais Raoul Vignal, adepte d'une folk interprétée en anglais. La pandémie de Covid-19 met en sourdine les projets en cours : la tournée de soutien à l'album Immanent Fire d'Emily Jane White, paru fin 2019, s'interrompt brutalement, tandis qu'Au Paradis de Thousand, prévu pour avril 2020, est reporté au mois de juin. Cette période délicate, loin de laisser prise au fatalisme, incite Sean Bouchard à donner leur chance à de nouvelles signatures, telles que Feldup ou Maxwell Farrington & Le SuperHomard.
Malgré le départ de Motorama fin 2019, qui souhaite poursuivre ses activités au sein de sa propre structure, Talitres continue au début des années 2020 de signer de nouveaux talents, d'accompagner le développement de ses artistes et de rééditer des classiques de la scène indépendante.

## Catalogue
Le catalogue du label compte plus de cent trente références. Il met en avant des artistes anglo-saxons tels que Emily Jane White, Ralfe Band, I Like Trains, The National, The Walkmen, The Organ, The Callstore, Flotation Toy Warning, l'anglo-libanaise Nadine Khouri, ainsi que des artistes français comme Stéphane Milochevitch, Feldup, Raoul Vignal, Stranded Horse ou Frànçois & The Atlas Mountains. Il accueille également des artistes européens tels qu'Ewert and The Two Dragons (Estonie), Motorama (Russie), Rubik (Finlande) ou Eko & Vinda Folio (Lituanie). Maxwell Farrington & Le SuperHomard est un projet collaboratif entre un Australien, Maxwell Farrington, chanteur du groupe de noise rock Dewaere, et un Français, Christophe Vaillant, tous deux établis en France.
Talitres travaille également avec des groupes ayant connu le succès sur la scène indépendante dans les années 80 et 90, dont le label ressort les anciens albums et propose parfois les nouvelles sorties (The Wedding Present, Swell,, The Apartments
, Idaho, L'Altra).

## Philosophie et Orientation Musicale
La vision musicale de Talitres est fortement influencée par les goûts de Sean Bouchard. Bien que souvent associé au genre "rock indépendant" en raison du nombre de sorties dans cette catégorie, le label explore également des genres tels que l'électro avec des artistes comme That Summer ou R. Missing (dans un registre synthpop), ainsi que la musique folk avec des artistes tels que Scary Mansion, Emily Jane White ou Raoul Vignal. Stranded Horse, l'un des projets du musicien Yann Tambour, propose une rencontre entre la musique folk contemporaine et la musique mandingue. Maxwell Farrington & Le SuperHomard se spécialisent dans un registre pop baroque, tandis que Nadine Khouri teinte ses compositions de touches soul, blues et jazz. Stéphane Milochevitch représente le côté francophone du catalogue : l'ambiance à la fois transgressive, poétique et onirique de son univers lui a valu des comparaisons avec Alain Bashung, Jean-Patrick Capdevielle et Jean-Louis Murat. En 2020, l'arrivée de l'artiste Feldup, fortement influencé par Radiohead, Car Seat Headrest et la scène rock des années 2000, marque un retour esthétique vers le rock indépendant.

## Impact et Reconnaissance
Talitres est reconnu pour son rôle dans la mise en lumière d'artistes indépendants, à la fois en France et sur la scène internationale. Le label a été salué pour sa qualité éditoriale et son flair dans la découverte de talents,. La critique a souvent souligné sa capacité à repérer des artistes avant qu'ils n'accèdent à une notoriété plus large, ainsi que son engagement envers la qualité artistique et l'intégrité.

## Artistes

### Artistes Actuels
Ces artistes sont actuellement signés chez Talitres et contribuent activement au catalogue du label :
- Emily Jane White
- Feldup
- Flotation Toy Warning
- Maxwell Farrington & Le SuperHomard
- Nadine Khouri
- Ralfe Band
- Raoul Vignal
- Stéphane Milochevitch / Thousand
- Swell
- The Apartments

### Anciens Artistes
Ces artistes ont précédemment travaillé avec Talitres mais sont actuellement associés à d'autres labels ou ne sont plus en activité :
- Be My Weapon
- Calla
- Dakota Suite
- Destroyer
- Early Day Miners
- Eko & Vinda Folio
- Elk City
- Ewert and The Two Dragons
- Forest Fire
- Frànçois and The Atlas Mountains
- Garciaphone
- I Like Trains
- Idaho
- Kim Novak
- Laish
- L'Altra
- Le Loup
- Maison Neuve
- Motorama
- Micah P. Hinson
- Piano Magic
- R. Missing
- Rachael Dadd
- Redjetson
- Rivulets
- Rozi Plain
- Rubik
- Scary Mansion
- Stars Like Fleas
- Stranded Horse
- Taxi Taxi
- Tex La Homa
- That Summer
- The Birdwatcher
- The National
- The Organ
- The Sleeping Years
- The Walkmen
- The Wedding Present
- Tropical Popsicle
- Утро
- Verone
- Will Samson
- Will Stratton